# Saint-Raphaël (Québec)
Pour les articles homonymes, voir Saint-Raphaël.
Saint-Raphaël est une municipalité dans la municipalité régionale de comté de Bellechasse au Québec (Canada), située dans la région administrative de Chaudière-Appalaches.

## Histoire

### La fondation de la paroisse
L’histoire de Saint-Raphaël démontre la volonté des premiers colons à venir fonder une nouvelle paroisse forte et prospère. Le 14 septembre 1839 Michel Dufresne, curé de Saint-Gervais, informe l’Évêque qu’une assemblée des habitants de Saint-Raphaël, composée d’environ quarante propriétaires, s’est tenue chez un certain Vézina. 
Comme l’initiateur du projet est un curé, la priorité est d’établir une certaine structure religieuse. Au tout début, la maison de Michel Lacroix (Saint-Raphaël) sert d’endroit pour célébrer les offices religieux. Mais, le 27 avril 1843, à l’âge de 63 ans, l’Abbé Michel Dufresne se noie en voulant franchir la rivière du premier rang[pas clair] après avoir administré les derniers sacrements à une malade, Mme Michel Lacroix. En souvenir, les paroissiens de Saint-Gervais, de Saint-Lazare et de Saint-Raphaël élevent un monument près de la petite rivière qui, depuis ce jour, porte le nom de Rivière au Monument.
Un décret de Mgr Joseph Signay, archevêque de Québec, daté du 28 mai 1849, autorise à bâtir au 1er rang (maintenant la rue Principale), sur la terre de Jean Rémillard, une église qui sera construite à cinq arpents du Chemin Royal (maintenant la rue Beaudry) et à environ un demi-arpent de la terre de son voisin Michel Lacroix. Enfin, en date du 27 avril 1854, est proclamé le décret d’érection de la paroisse de Saint-Raphaël-de-Bellechasse par Mgr Perre-Flavien Turgeon.
L’érection civile de la paroisse, au point de vue légal, date du 13 septembre 1855. La municipalité de la paroisse est érigée en vertu de l’Acte 18, chap. 100 le 30 septembre 1855. En mettant la paroisse sous le patronage de Raphaël, on[Qui ?] a voulu honorer la mémoire de l’abbé François Raphaël Paquet, ancien curé de Saint-Gervais.

### Les écoles
Au commencement, le gouvernement n’accordait aucune subvention pour l’éducation. Les contribuables payaient tout : la construction, l’entretien, les salaires des institutrices. Ceux-ci étaient par conséquent assez faibles, variant de 12 à 24 louis par année (150 à 300 $). Avant que ne soient construites les écoles, les élèves se regroupaient dans des maisons privées. Les commissions scolaires construisaient les écoles les plus nécessaires, à mesure que le permettaient les finances.  
Le 6 juillet 1869, il est décidé d’ouvrir une école modèle élémentaire. Mlle Chouinard en prend la direction pour la première année, moyennant un salaire de 24 louis (300 $).
Au milieu du siècle, vu le nombre de plus en plus grand d’enfants, l’école devenant trop petite, une rénovation importante est entreprise. En 1949, on[Qui ?] avait même dû organiser dans une salle du chef-lieu une classe de 45 garçons de 3e, 4e, 5e année. À l’automne de 1951, on[Qui ?] avait même dû refuser, faute d’espace, 19 garçons de 2e année. Un nouveau couvent s’imposait...
Le 24 octobre 1951, en la fête de Saint-Raphaël, on[Qui ?] prit possession du terrain où allait être construit le nouveau couvent. Il comprendrait dix classes, un logement pour les religieuses, une petite chapelle et un immense terrain de jeux pour les écoliers.

### Incendie de Saint-Raphaël
Le 14 octobre 1919, une partie du village, à l’est de l’église, est incendiée. Vingt-six maisons et dépendances sont détruites pendant qu’une vingtaine de familles se retrouvaient sans abri. L’incendie s’est déclaré au début de l’après-midi. Il ravage rapidement les demeures avoisinantes et ne peut être maîtrisé que vers 21 h 0. Les flammes sont combattues au moyen de seaux d’eau, le village ne possédant aucun appareil de protection.

### L’orgue
Au début de son existence, en tant que paroisse naissante, Saint-Raphaël possédait un harmonium pour les offices divins. La paroisse se dota d’un orgue en 1883 à la maison Bernard Allaire. En 1936, un nouvel orgue de 21 jeux avec deux claviers et soufflerie électrique fut acheté de la maison Casavant de Saint-Hyacinthe. Le 28 juin 1936 eut lieu la bénédiction du nouvel orgue par Son Excellence le Cardinal J-M Rodrigue Villeneuve, O.M.I, Archevêque de Québec, la même journée où M. L’Abbé Destroismaisons faisait un récital. En effet, l’Abbé Destroismaisons a été professeur d’orgue et de piano au Collège de Sainte-Anne.

### Héraldique
| Anima mea in manibus |
| -------------------- |

| L'écu de Saint-Raphaël se blasonne ainsi : D'azur à la fasce ondée d'argent chargée de trois roues à aubes d'azur et accompagnée en chef d'une étoile d'or entre un vol d'argent et en pointe d'un cerf passant d'or |

## Géographie
Le Bras Saint-Michel traverse le nord-ouest de la municipalité vers le nord-est puis en délimite le nord-est.
La Petite rivière Sainte-Marguerite traverse l'est de la municipalité vers le sud-ouest jusqu'à sa confluence avec la rivière du Sud qui traverse la municipalité du sud-est vers le nord-est.

## Démographie
| 1996  | 2001  | 2006  | 2011  | 2016  | 2021  |
| ----- | ----- | ----- | ----- | ----- | ----- |
| 2 187 | 2 231 | 2 301 | 2 463 | 2 390 | 2 458 |

## Administration
Les élections municipales se font en bloc pour le maire et les six conseillers.
| Saint-Raphaël Maires depuis 2001                                                                                     |                  |                                |          |
| Élection | Maire            | Qualité                        | Résultat |
| 2001 | Michel Michaud   |                                | Voir     |
| 2005 | Clément Lacroix  |                                | Voir     |
| 2008 | Gilles Breton    | Décès en fonction (juil. 2021) | Voir     |
| 2009 | Gilles Breton    | Décès en fonction (juil. 2021) | Voir     |
| 2013 | Gilles Breton    | Décès en fonction (juil. 2021) | Voir     |
| 2017 | Gilles Breton    | Décès en fonction (juil. 2021) | Voir     |
| août 2021 | Louise Aubé      |                                | Voir     |
| 2021 | Richard Thibault |                                | Voir     |
| Élection partielle en italique Depuis 2005, les élections sont simultanées dans toutes les municipalités québécoises |                  |                                |          |

On retrouve à Saint-Raphaël le Centre de formation en entreprise et récupération de Bellechasse (CFER) qui accueille des jeunes de 16 à 18 ans démontrant un retard dans leur cheminement scolaire et ayant pour but de les intégrer au marché du travail.

## Personnalités liées à Saint-Raphael
- Jean-Jules Richard (1911-1975), romancier québécois
- Marc Picard (né en 1955), homme politique québécois
- Bruno Rémillard (né en 1961), chercheur en probabilités et statistique, professeur à HEC Montréal

## Les ponts
Le pont Sainte-Catherine
Le pont de fer s’écroula le 28 février 1925, après 22 ans de bon soutien. Les gens devaient donc faire le tour par le rang du Sault pour aller vers le village ou bien traversaient la rivière en canot. Un pont temporaire en bois fut construit à 1925, en attendant le nouveau pont de ciment à venir.
Le pont Galipeau
Le pont Galipeau, autrefois à péage, sur la rivière du Sud appartenait alors à un Théberge. Le gouvernement a reconstruit le pont Galipeau, car en 1951, le pont est tombé et fut emporté par l’eau pour s’arrêter à cent cinquante pieds plus en aval.
Le pont de la montée du Sault
Le pont de la Montée du Sault (aussi appelé pont du Bras) est très ancien et a été le témoin d’une époque où l’on commençait à améliorer les voies de communication.  En effet, ce pont a été construit en 1893 et est situé sur la Montée du Sault à la limite de Saint-Vallier. Il avait pour but de faciliter l’accès des gens vers les moulins, les marchés et, bien sûr, l’église. Il a été fait de fer, ce matériel étant très populaire pour la construction de structures importantes.

## La factorie de Saint-Raphaël
À quelques mètres en amont de la centrale de Saint-Raphaël, un barrage fut érigé là où la rivière se resserre. À cet endroit, le passage, surmonté d’énormes rochers, représentait une configuration intéressante à l’édification d’un barrage. La factorie était le nom donné à la nouvelle 
entreprise qui devait alors voir le jour. Ce projet visait la fabrication de vêtements. Le barrage représentait le pouvoir hydroélectrique, l’énergie nécessaire au fonctionnement des machines de l’usine (tisseur mécanique). D’autres sources[Lesquelles ?] affirment que la factorie visait l’usinage des pâtes et papiers. C’est donc Misaël Morin qui a conçu ce projet en construisant le barrage. Mais lors d’une manœuvre malheureuse, Misaël Morin tomba dans la rivière et se noya. Cela mit fin à toute tentative ultérieure pour mettre en marche la factorie. En souvenir de lui, on a incrusté dans le roc une plaque commémorative qui rappelle le triste événement.

## La centrale de Saint-Raphaël

### Historique
La centrale a été aménagée sur la Rivière-du-Sud, cours d’eau long de 77 km qui se déverse dans le Saint-Laurent à la hauteur de Montmagny. La centrale a été construite en 1920 par la Corporation d’énergie de Montmagny. Elle fut mise en service en 1921.
En juillet 1927, la Quebec Power achète la Corporation d’énergie de Montmagny. Elle prend aussi le contrôle de la Basin Electric Co., obtenant ainsi le contrat de l’éclairage des rues de Montmagny.
Après la nationalisation de la Quebec Power, Hydro-Québec continuera à exploiter la centrale de Saint-Raphaël jusqu’en 1982. Par contre, on dut mettre fin aux activités à cause de la détérioration de la conduite forcée et des problèmes de sécurité.
Près de la centrale, il y avait une résidence pour les opérateurs, une autre pour le surintendant, des garages, un bâtiment pour les fournaises et deux hangars. Aujourd’hui, il ne reste que la résidence du surintendant (maison privée) et les garages.
Le barrage mesurait 170 mètres de longueur et avait une hauteur maximale de 21 mètres. Il se compose de deux cloisons et d’un déversoir. La conduite forcée que l’on retrouve ci-bas fut construite entre 1939 et 1945 pour remplacer l’ancienne conduite passablement détériorée car elle fut construite en bois.

### L’architecture
Le bâtiment de la centrale comporte deux volumes principaux, un d’un étage et un autre de trois étages correspondant à des espaces distincts à l’intérieur de la centrale. Le premier volume abrite la salle des machines. Les trois étages du second volume sont occupés respectivement par un atelier, la salle de contrôle et la salle des sectionneurs. Les lignes épurées de la centrale l’identifient à l’architecture commerciale et industrielle de l’époque. Les fenêtres sont de type industriel à carreaux et les portes sont de bois. Les ouvertures étaient peintes en vert    foncé. L’intérieur de la centrale a subi peu de modifications et son caractère initial a été préservé.

### Intérêt patrimonial
L’aménagement de la centrale de Saint-Raphaël se distingue des autres centrales appartenant à Hydro-Québec par plusieurs éléments rares et particuliers : 
- Le barrage en maçonnerie cyclopéenne apparaît comme un élément plutôt rare au Québec. On ne connaît aucun autre aménagement hydroélectrique dont le barrage soit construit de cette façon.
- Les groupes horizontaux de St-Raphaël sont demeurés intacts et ont conservé toutes leurs composantes, même leur couleur d’origine, un fait rare parmi le parc de centrales d’Hydro-Québec. Les groupes sont munis de valves de dépression et de fermeture qui apparaît une solution peu courante au problème du coup de bélier lors de l’arrêt des groupes.  Ce système pourrait être unique au Québec. La centrale de Saint-Raphaël est donc un élément du patrimoine hydroélectrique d’intérêt pour la région immédiate.